# Risen 2: Dark Waters
Risen 2: Dark Waters —  відеогра у жанрі RPG, продовження гри Risen, що була розроблена німецькою компанією Piranha Bytes та видана Deep Silver. Стилістика гри є поєднанням піратської тематики, і фентезі з вигаданими істотами та магією.

## Сюжет
Дія «Темних вод» почнеться через кілька років після подій, описаних в першій частині гри. Зовнішність ГГ дещо змінилася, проти першої частини: волосся його відросли, на оці пов'язка, що приховує наслідки використання окулярів інквізитора Мендоси, що залишилися з минулої частини. Після порятунку острова Фаранга і перемоги над Вогненним Титаном, у світі мало що змінилося: інша земля все так само роздирається іншими Титанами, та до того ж ще й з'явилася ціла купа інших монстрів, які, зокрема, нападають на кораблі, що вийшли в море; зв'язок між островами втрачена. Безіменний, бачачи, що його заслуг мало і треба боротися з ще більшими силами противника, не знаходить нічого кращого як почати пити. Безіменний зустрічає Петті, дочку капітана Грегоріуса Сталева Борода з першої частини, яка, як виявляється, вижила в ході останнього корабельної аварії. Саме Петті й розповідає ГГ про те, що піратам відомий спосіб безпечно плавати морями, не наражаючись нападам морських чудовиськ. Заручившись підтримкою Карлоса, Безіменний разом з Петті вирушають на пошуки її батька, який повинен допомогти їм зупинити остаточне руйнування світу. Вам належить врятувати цей світ.